# Campeonato Capixaba de Futebol Feminino
O Campeonato Capixaba Feminino é a principal competição futebolística da modalidade feminina do estado de Espírito Santo organizado pela Federação de Futebol do Espírito Santo (FES).
Ela começou a ser disputada em 2010 e teve o Vila Nova como primeiro campeão. Este, inclusive, detém o título de maior vencedor com nove conquistas.

## História
Em 2010 foi disputada a primeira edição da competição estadual feminina contando com dez times e vencida pela equipe do Vila Nova em final contra o Comercial.
No edição de 2014, o Comercial conquistou o tricampeonato consecutivo contra o Vila Nova com placar agregado de 4 a 3 na final.
Em 2017, o Vila Nova conquista o tricampeonato capixaba, o quarto título estadual da sua história, tornando-se o maior vencedor da competição, ultrapassando o rival Comercial.
Em 2018, o Tribunal de Justiça Desportiva (TJD-ES) paralisou a competição antes da realização do segundo jogo da final após pedido de impugnação da partida feito por uma jogadora do Prosperidade, alegando que as equipes AE Capixaba e Vila Nova combinaram o resultado de 5 a 1 na última rodada da Primeira Fase, em favor do time AE Capixaba, que acabou eliminando a equipe do Prosperidade. Mas o TJD-ES, por unanimidade, julgou improcedente a solicitação de impugnação do resultado. O segundo jogo da final seria realizado em janeiro de 2019. Porém, devido à indisponibilidade por parte das atletas do AE Capixaba em disputar o jogo, o Vila Nova foi declarado vencedor por W.O., tornando-se assim tetracampeão, o quinto título da história do clube.
A edição de 2020 foi cancelada pela FES devido à Pandemia de COVID-19. A competição não foi realizada pela primeira vez desde sua criação em 2010.
O campeonato retornou em 2021, e teve o Vila Nova como campeão. O clube vilavelhense conquistou o título novamente nos anos posteriores, em 2022 e 2023, e chegou a marca de nove títulos, sendo oito consecutivos.Em 2024, após 4 anos seguidos segundo vice campeão, o Prosperidade foi campeão, derrotando na final seu algoz das finais anteriores, o Vila Velha, consquistando assim seu primeiro título estadual.

## Campeões

### Títulos por clube
| Clube          | Título                                                    | Vice                              | Terceiro lugar  | Quarto lugar          |
| -------------- | --------------------------------------------------------- | --------------------------------- | --------------- | --------------------- |
| Vila Nova      | 9 (2010, 2015, 2016, 2017, 2018, 2019, 2021, 2022 e 2023) | 2 (2011, 2014 e 2024)             | 1 (2012)        | 1 (2013)              |
| Comercial      | 3 (2012, 2013 e 2014)                                     | 2 (2010 e 2016)                   | 2 (2011 e 2015) | —                     |
| Prosperidade   | 1 (2024)                                                  | 5 (2017, 2019, 2021, 2022 e 2023) | 1 (2018)        | —                     |
| Colatina       | 1 (2011)                                                  | —                                 | 1 (2010)        | —                     |
| Projeto SELC   | —                                                         | 2 (2013 e 2015)                   | 2 (2012 e 2014) | —                     |
| AE Capixaba    | —                                                         | 1 (2018)                          | —               | 1 (2019)              |
| UNESC          | —                                                         | 1 (2012)                          | —               | —                     |
| São Geraldo    | —                                                         | —                                 | 2 (2021 e 2022) | —                     |
| Estadual       | —                                                         | —                                 | 1 (2023)        | 1 (2024)              |
| Guarapariense  | —                                                         | —                                 | 1 (2024)        | 1 (2023)              |
| PSNE/São Pedro | —                                                         | —                                 | 1 (2016)        | —                     |
| Boa Esperança  | —                                                         | —                                 | 1 (2017)        | —                     |
| Serra          | —                                                         | —                                 | 1 (2019)        | —                     |
| Vilavelhense   | —                                                         | —                                 | —               | 3 (2014, 2021 e 2022) |
| Linhares       | —                                                         | —                                 | —               | 1 (2010)              |
| Ipiranga       | —                                                         | —                                 | —               | 1 (2011)              |
| Jardinense     | —                                                         | —                                 | —               | 1 (2013)              |
| Galácticas     | —                                                         | —                                 | —               | 1 (2015)              |
| Piúma          | —                                                         | —                                 | —               | 1 (2016)              |
| João Neiva     | —                                                         | —                                 | —               | 1 (2017)              |

### Títulos por cidade
| Cidade        | Título | Vice | Terceiro lugar | Quarto lugar |
| ------------- | ------ | ---- | -------------- | ------------ |
| Vila Velha    | 9      | 3    | 1              | 5            |
| Castelo       | 3      | 2    | 2              | —            |
| Vargem Alta   | 1      | 5    | 1              | —            |
| Colatina      | 1      | 1    | 1              | —            |
| Serra         | —      | 2    | 7              | 1            |
| Anchieta      | —      | 1    | —              | 1            |
| Guarapari     | —      | —    | 1              | 1            |
| Boa Esperança | —      | —    | 1              | —            |
| Vitória       | —      | —    | 1              | —            |
| Cariacica     | —      | —    | —              | 1            |
| João Neiva    | —      | —    | —              | 1            |
| Linhares      | —      | —    | —              | 1            |
| Piúma         | —      | —    | —              | 1            |